# Chlorotoxin
Chlorotoxin ist ein Neurotoxin aus dem Skorpion Leiurus quinquestriatus hebraeus (gelber Mittelmeerskorpion).

## Eigenschaften
Chlorotoxin ist ein Protein und Skorpiontoxin. Es bindet an und hemmt Chloridkanäle (vermutlich ClC-3/CLCN3) und fördert eine Endozytose des Chloridkanals via Caveolae. Chlorotoxin bindet an MMP2 (im Komplex mit MMP14 und TIMP2) und senkt seine Konzentration an der Zellmembran. Chlorotoxin bindet nicht an MMP1, MMP3 und MMP9. Es besitzt vier Disulfidbrücken zwischen C5:28, C16:C33, C20:C35 und C2:C19.
Chlorotoxin ist strukturell mit dem Toxin  Bs-Tx7 aus Buthus sindicus verwandt.

## Anwendungen
Chlorotoxin bindet selektiv an Glioblastomzellen, weshalb es zur Diagnose und als Immunkonjugat zur Behandlung von Glioblastomen untersucht wird.